# 东部区 (斐济)
东部区（Eastern Division）是斐济的4个区之一。它包含坎达武、劳、洛迈维蒂三省。行政中心位于莱武卡。该区岛屿包含奥瓦劳岛、恩高島、科羅島、奈赖岛、莫阿拉島、馬圖庫島、瓦图瓦拉岛、奈坦巴岛、芒奥岛、西西亞島、图武萨岛、拉肯巴島、瓦努阿瓦图岛、奧內阿塔島、武昂加瓦岛、坎巴拉島、莫塞島和富朗阿岛等岛屿。
该区有最大的海域面积，但陆地面积为最小。
18°30′S 180°00′E / 18.500°S 180.000°E
1. ↑  . statsfiji.gov.fj.   [7 Nov 2021]. （原始内容存档于2020-10-20）.
2. ↑  . statsfiji.gov.fj.   [7 Nov 2021]. （原始内容存档于2021-11-24）.